# Felipe Sánchez
Felipe Sánchez (* 7. April 2004 in Rafaela, Departamento Castellanos) ist ein argentinischer Fußballspieler auf der Position eines Innenverteidigers. Aktuell steht er beim FC Schalke 04 unter Vertrag.

## Vereinskarriere

### Anfänge in Argentinien
Sánchez wurde am 7. April 2004 in Rafaela geboren. Er durchlief ab 2009 die Jugendabteilung des ortsansässigen Fußballvereins Atlético de Rafaela, ehe er 2021 in die Jugendakademie des Gimnasia y Esgrima La Plata wechselte. Bei seinem neuen Verein durchlief er erfolgreich die Jugendabteilung und unterzeichnete im März 2023 seinen ersten Profivertrag. Zuvor sammelte er bereits in der zweiten Mannschaft Erfahrungen im Herrenbereich. In der Torneo de Reserva kam er in 16 Spielen zum Einsatz, in denen ihm ein Tor gelang.
Sein Profidebüt gab er am 22. Februar 2023 im Spiel gegen Club Atlético Excursionistas in der Copa Argentina. Das Spiel ging im anschließenden Elfmeterschießen verloren. In seiner ersten Profisaison kam er in 26 Ligaspielen zum Einsatz und etablierte sich als Stammspieler. Sein erstes Profitor erzielte er am 30. Januar 2024 im Spiel gegen Club Sportivo Independiente Rivadavia in der Copa de la Liga Profesional. Zu Beginn der Saison 2024 kam er lediglich zu Kurzeinsätzen, dennoch konnte er in den Fokus europäischer Vereine rücken.

### Schalke 04
Zur Spielzeit 2024/25 wechselte Felipe Sánchez zum FC Schalke 04, wo er einen Vierjahresvertrag erhielt. Die Schalker verstärken damit ihr Abwehrzentrum. Am 17. August 2024 gab er im 1. Hauptrundenspiel des DFB-Pokals im Auswärtsspiel gegen VfR Aalen sein Pflichtspieldebüt. Die Schalker zogen dank eines 2:0-Auswärtssieges in die nächste Pokalrunde. Er gab am 25. August 2024, dem dritten Spieltag der 2. Fußball-Bundesliga, beim 2:2-Unentschieden im Auswärtsspiel gegen den 1. FC Magdeburg sein Ligadebüt für die Schalker und kam über die volle Spielzeit neben Ibrahima Cissé in der Innenverteidigung zum Einsatz. Im Laufe der Hinrunde und nach dem Trainerwechsel von Karel Geraerts zu Kees van Wonderen wurde er nur noch selten für den Profikader beachtet und kam daher in der Hinrunde lediglich zu drei weiteren Einsätzen. Es folgten außerdem Einsätze in der zweiten Mannschaft der Schalker in der Fußball-Regionalliga West.